# Polymixis paradisiaca
Polymixis paradisiaca là một loài bướm đêm trong họ Noctuidae.